# Свети Николай (Търлис)
„Свети Николай“ (на гръцки: Ιερός Ναός Αγίου Νικολάου Βαθυτόπου) е българска възрожденска църква в село Търлис (Ватитопос), Гърция, катедрален храм на Зъхненската и Неврокопска епархия.
Църквата е построена в 1834 година, като дататата е отбелязана в ктиторска плоча с български надпис, унищожен когато селото попада в Гърция. В архитектурно отношение представлява трикорабна базилика с купол, трем и камбанария на запад. На запад има женска църква със самостоятелен вход. В интериора е запазен оригиналният иконостас със старите икони и резбовани парапети. Иконостасът е богато украсен само в частта на централния кораб. Иконите от 1851, 1861 и 1869 година – Архангел Михаил, Свети Николай, Богородица и други, са дело на Серги Георгиев. Тези датирани,αωιγ' (=1813) и αωιδ' (=1814) са на Кирязис от Енос. В 2004 година пострадва от пожар.